# Stor kvastmossa

Stor kvastmossa (Dicranum majus) är en art inom släktet kvastmossor. Mossan förekommer i hela Norden, helst i skuggig miljö i granskog där den breder ut sig över stora ytor. Till skillnad från de andra kvastmossorna har stor kvastmossa avsevärt längre blad och ibland har den flera sporhus på samma skott. 